# Santopadre
Santopadre ist eine Gemeinde in der Provinz Frosinone in der italienischen Region Latium mit 1180 Einwohnern (Stand 31. Dezember 2023). Sie liegt 118 km südöstlich von Rom und 38 km östlich von Frosinone.

## Geographie
Santopadre liegt im östlichen Teil der Landschaft Valle del Liri und es ist Mitglied der Comunità Montana Valle del Liri.
Die Nachbargemeinden sind Arpino, Casalattico, Colle San Magno, Fontana Liri, Rocca d’Arce und Roccasecca

## Bevölkerungsentwicklung
| Jahr      | 1861 | 1881 | 1901 | 1921 | 1936 | 1951 | 1971 | 1991 | 2001 |
| Einwohner | 2058 | 1803 | 2332 | 2424 | 2444 | 2498 | 1984 | 1751 | 1649 |

Quelle: ISTAT

## Politik
Tonino Di Ruzza (Bürgerliste) wurde im Juni 2004 zum Bürgermeister gewählt. Giampiero Forte (Lista Civica: Tuttinsieme) trat am 26. Mai 2014 das Amt als neuer Bürgermeister an.